# Klein Zwitserland (Zwalm)

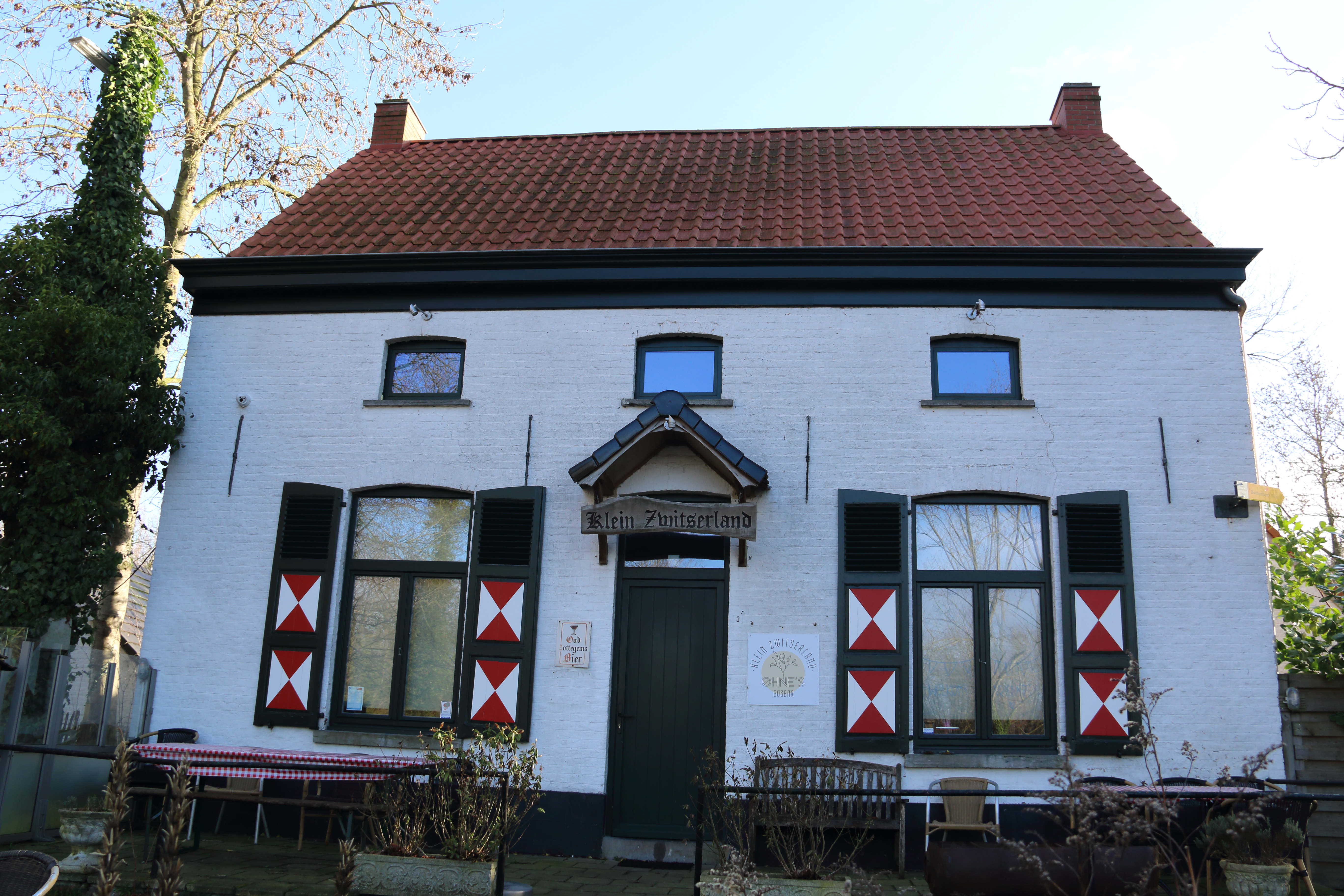
Het sluiswachtershuisje Klein Zwitserland

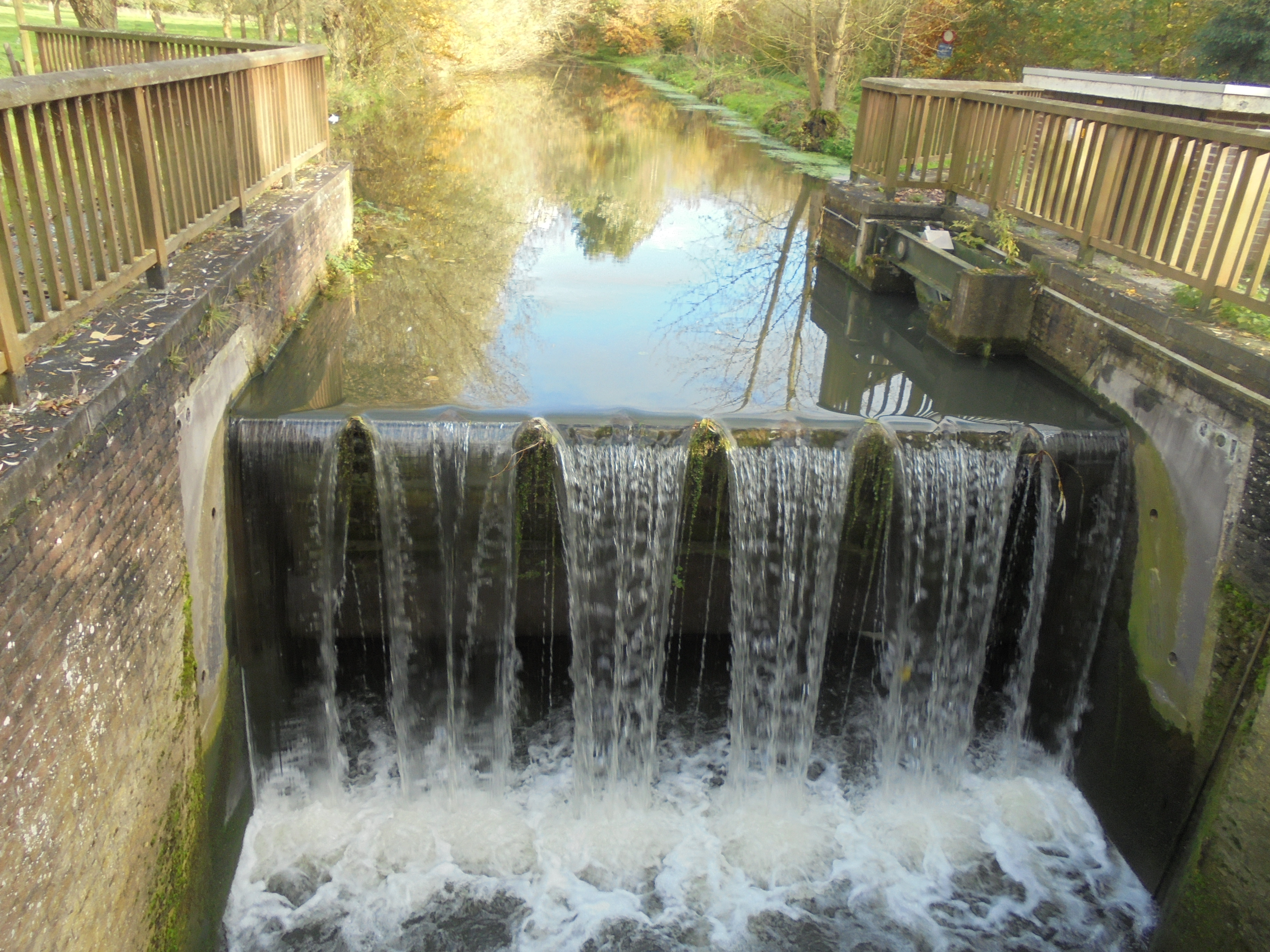
De sluis van Klein Zwitserland in Zwalm

Klein Zwitserland is een klein gebied aan de Zwalm in de Zwalmvallei in de gemeente Zwalm. In Klein Zwitserland bevinden zich een sluis en een spaarvijver, die het debiet regelen van de IJzerkotmolen, een nabijgelegen watermolen. Begin 20e eeuw werd er tevens een sluiswachtershuisje gebouwd.

## Geschiedenis
De naam ”Klein Zwitserland” werd bedacht door Marcel Van de Velde, die er in 1910 kwam wonen en werken als sluiswachter en molenaar. Hij koos de naam omdat hij de plek in zijn verbeelding vergeleek met Zwitserland. De omringende heuvels vergeleek hij met de Zwitserse bergen, de vijver met een meer; de beek met een rivier en de sluis met een waterval.
Marcel Van de Velde was tijdens het interbellum een pionier van het toerisme in Zwalm. Hij verhuurde tijdens het weekend slaapgelegenheid aan Brusselse toeristen, die vooral naar Klein Zwitserland kwamen om er een lijntje uit te gooien. Vandaag doet het sluiswachtershuisje dienst als café OHNE's Bosbar.